# 塩塚博
塩塚 博（しおづか ひろし、1956年9月3日 - ）は、日本の作曲家、編曲家、ギタリスト。
1980年代後半から郷ひろみや稲垣潤一等のアーティストへの楽曲提供や、CM音楽等の作曲・編曲、およびギタリストとしての活動を行っている。近年では、主に首都圏の鉄道事業者の駅で使用されている発車メロディや接近メロディの作曲・編曲も数多く手がけている。

## 経歴
神奈川県横浜市鶴見区で生まれ、兵庫県尼崎市で育つ。
クラシック音楽好きな父親の影響で、幼少期より音楽に親しんでいた。4歳の時にピアノを習い始め、小学校時代は田辺昭知とザ・スパイダースに憧れる。栄光学園中学校・高等学校在学中は、ロックバンドのメンバーとしてギターを担当し、作曲も始める。卒業後は音楽家を志すも、親や教師からの反対を受けて上智大学経済学部経済学科に進学する。在学中は軽音楽部に入部し、河合マイケルらと知り合う。同時に専門学校で澤田駿吾からジャズギターの指導を受け、セミプロでジャズギタリストとして活動する。
大学卒業後は百貨店に就職したが、1984年に研修のため赴いたニューヨークで鑑賞したライブやミュージカルに刺激を受け、再び音楽家の道を志す。
1985年、リットーミュージック主催の「オリジナル・テープ・コンテスト」B部門で優勝。これを機にスカウトされ、1986年にCM音楽制作会社のジングに転職し、ディレクターを務める。
1987年に作曲家・演奏家として独立。
ニッポン放送の制作部に知人がいた縁で、1989年頃から同局のCM音楽や番組のテーマ曲、およびジングルの作曲を手掛けるようになる。
1993年に五感工房から依頼され、東日本旅客鉄道（JR東日本）向けの発車メロディ9曲と接近メロディ9曲を作曲。発車メロディは1994年より高崎線や中央線快速を中心に順次導入され、接近メロディも内房線の九重駅 - 太海駅間の各駅において使用されている。また、一部の曲は日本貨物鉄道（JR貨物）の金沢貨物ターミナル駅、大阪貨物ターミナル駅、百済貨物ターミナル駅、安治川口駅、神戸貨物ターミナル駅、高松貨物ターミナル駅、神奈川臨海鉄道の末広町駅において、貨物列車の入線・発車時、および入れ換え作業の際の注意喚起用のメロディとしても使用されている。
この頃に作曲したメロディには元々曲名が無かったが、後に携帯電話の着信メロディとして配信する際に日本音楽著作権協会 (JASRAC) に登録することとなり、このとき「JR-SH○-○」（SHは"Shiozuka Hiroshi"の頭文字。○の中には数字が入る）という便宜的な曲名がつけられた。
2000年代中期以降はスイッチに活動の場を移し、JR東日本、東京地下鉄（東京メトロ）向けの発車メロディの作曲・編曲や、2008年11月から導入開始した京浜急行電鉄各線向けの接近メロディの編曲等を行う。
2009年にはJR-SHシリーズのメロディがDizzi Mystica,MK,Icon,Cubby-Sの手によりトランスにアレンジされ、クエイク（現・エグジットチューンズ）より「EXIT TRANCE PRESENTS 駅トラ」として発売されたほか、2011年には塩塚自身がアレンジを行った「テツノポップ」がユニバーサルミュージックより発売された。
2012年5月9日からは、山陽電気鉄道本線の主要駅に塩塚の作曲した接近・発車メロディが導入された。関西地区の鉄道事業者に塩塚の曲が提供されるのはこれが初めてである。
2013年4月には、自身初の著書である「駅メロ！THE BEST」を扶桑社から発売。以降、テレビ・ラジオ等のメディアや鉄道関連イベントへの出演、駅メロディに関するセミナー・講演活動なども積極的に行っている。
2014年3月には、初のフルオーケストラ作品となる『鉄道交響詩・駅メロディ』を日本フィルハーモニー交響楽団へ提供。同年4月からは、自身初のレギュラー出演番組となる『原めぐみ&塩塚博のミラクルショット』（ラジオ日本）の放送が開始される。
2023年にはJR東日本千葉支社の社員から依頼を受け、「令和のJR-SH (JR-SHR) シリーズ」9曲を作曲。同年10月25日にそのうちの2作が成田線布佐駅に先行導入されたほか、同年11月20日に開催された自身のトークショーにおいて全曲の音源が公開された。

## 制作スタイル
塩塚は、2021年の読売新聞とのインタビューの中で、作曲の際に意識してきたこととして「毎日のように耳にするから飽きられてはいけない。気持ちよくてさわやかな音色とし、くどくならないように音数を少なくしている」と説明しており、現代によみがえったモーツァルトになったつもりで作曲し、それを10秒に要約するという手法をとっていると語っている。また、平易で親しみやすいメロディを作るのには効果的という理由から、大半のメロディは鼻歌で作ったと述べている。

## 主な楽曲

### アルバム
- JR東日本 駅発車メロディー・特急車内メロディー 音源集（2005年、テイチクエンタテインメント）
- 鉄のバラード～駅発車メロディ界の3大巨匠による発車メロアレンジ～（2008年、テイチクエンタテインメント）
- 京急 駅メロディ～オリジナル～（2009年、ユニバーサルミュージック）
- EXIT TRANCE PRESENTS 駅トラ（2009年、エグジットチューンズ）
- テツノポップ～史上最強 駅メロ伝説「SH」スペシャル・コレクション～（2011年、ユニバーサルミュージック）
- CLUB TRAIN（2011年、スイッチ）
- 今、よみがえる 三陸鉄道 車内放送アナウンス ～南リアス線～（2011年、スイッチ）
- 今、よみがえる 三陸鉄道II 車内放送アナウンス ～北リアス線～/映像でよみがえる三陸鉄道（2011年、スイッチ）
- 福島交通 飯坂電車～「いい電」に乗って～車内放送アナウンス+α （2012年、スイッチ）
- 東京メトロ丸ノ内線 駅発車メロディー&駅ホーム自動放送 （2012年、テイチクエンタテインメント）
- 東京メトロ副都心線 駅発車メロディー&駅ホーム自動放送 （2012年、テイチクエンタテインメント）

### BGM・ジングル

#### テレビ
- 報道2001BGM - フジテレビジョン
- 報道2001テーマ曲
- 新春かくし芸大会

#### ラジオ
全てニッポン放送の番組である。
- コミュニケーションカーニバル 夢工場'87 - 告知ジングル
- 巨匠・高田文夫のラジオで行こう!
- 高杢禎彦のスーパー電リク→高杢禎彦のサンデーヒットパラダイス
- 高田文夫のラジオビバリー昼ズ - テーマ曲・ジングル
- 目覚ましかぼちゃモーニング
- 古舘伊知郎のパワフルタッチのまるごと遊ビジョン
- サブロー・シローの土曜は特ダネーター
- 邦子のYAMYAMももテレビ
- 腹よじれAGOHAZUSHI連盟
- 内海ゆたおの夜はドッカーン!
- 和久井映見 もうひとつのおもちゃ箱
- 安部譲二の堂々天下御免 - 番組内で企画された楽曲「伝説の赤い玉」（歌：さやま友香、台詞：安部譲二）の作曲も手掛ける
- 山田邦子涙の電話リクエスト→うえちゃん・山瀬の涙の電話リクエスト
- 浅草キッドの土曜メキ突撃!ちんちん電車!
- 裕司と雅子のガバッといただき!!ベスト30
- 早起き一番!山本元気がんばります
- つかちゃんの今日も快調!ほがらか大放送
- サンキュープラスワン
- 羽川英樹のトップスターベスト100
- 上柳昌彦の花の係長・ヨッ!お疲れさん
- TOYOTA 飛び出せ街かど天気予報
- トキちゃん真美の目覚ましかぼちゃモーニング
- 秋葉原ヤング電気館 -テーマ音楽はCD化（歌：加藤賢崇）
- ゲルゲットショッキングセンター
- サンサンサンデーはた金です
- あとちゃん・山瀬の歌のギャップ10
- 三菱自動車サタデーインフォメーション
- のってけテリー!渚の青春花吹雪
- オールナイトニッポンDX
- 「ジングルベルベル花吹雪」 - ジングル
- 土曜だ!いい朝KOASAクン
- 上柳昌彦の電リク
- 赤坂泰彦のサタデーリクエストバトル
- テリーとうえちゃんのってけラジオ
- Super Music Stadium
- 鶴光の噂のゴールデンアワー
- 高嶋ひでたけのお早よう!中年探偵団
- 三宅裕司のザ・ベスト30"スゲェ!"
- 笑顔満開!ひでたけ・のりこの大吉ラジオ
- ブリタモリ大百科事典
- 徳光和夫 とくモリ!歌謡サタデー

※その他、ニュースや交通情報のBGM、ステーションジングルなど多数。

### その他・提供した楽曲など
- GOLD－ゴールド－ - 岡本夏生
- 最終便にまにあえば - 郷ひろみ　：初シングル作品　テレビ朝日『郷ひろみの宴ターテイメント』主題歌
- JOY〜よろこびの国〜 - 早見優
- チャンスのシッポ - 岡本南　：初レコード作品
- ぼんじゅーる・アキヤン・ワールド - どうぶつバンド Meets チバレイ：ニッポン放送『秋葉原ヤング電気館』テーマ曲
- ゆっくりロマンティック - 石田ひかり
- 「LAST CHANCE」「ミレナリオ A-Go-Go」 - 稲垣潤一

## 主な駅メロディ
※用途の記載が無いものは全て発車メロディ。

### 五感工房時代

#### 東日本旅客鉄道・しなの鉄道等
- JR-SHシリーズ 計54作（発車メロディ・接近メロディ共に9曲で、各曲とも音色違いの3パターンが存在）

### スイッチ時代

#### 東日本旅客鉄道
- オリジナル[11]
  - 「蝶々のように」：佐倉駅1番線[注釈 4]
  - 「ムーンストーン」：佐倉駅3番線[注釈 5]
  - 「森の妖精」：現在不使用[注釈 6]
  - 「朝つゆ」：現在不使用[注釈 7]
  - 「木もれ陽の散歩道」：現在不使用[注釈 8]
  - JR-SHRシリーズ 計18作（発車メロディのみの9曲で、各曲とも音色違いの2パターンが存在）[8]
    - 「JR-SHR1-1」：東我孫子駅2番線[12]
    - 「JR-SHR1-3」：安食駅1番線[13]
    - 「JR-SHR2-1」：小林駅2番線[13]
    - 「JR-SHR2-3」：東我孫子駅1番線[12]
    - 「JR-SHR3-1」：木下駅2番線[13]
    - 「JR-SHR3-3」：湖北駅1番線[12]
    - 「JR-SHR4-1」：現在不使用[注釈 9]
    - 「JR-SHR4-3」：布佐駅1番線[15]
    - 「JR-SHR5-1」：誉田駅3番線[14]
    - 「JR-SHR5-3」：木下駅1番線[13]
    - 「JR-SHR6-1」：新木駅上り[12]
    - 「JR-SHR6-3」：小林駅1番線[13]
    - 「JR-SHR7-1」：湖北駅2番線[12]
    - 「JR-SHR7-3」：誉田駅1・2番線[14]
    - 「JR-SHR8-1」：布佐駅2番線[15]
    - 「JR-SHR8-3」：現在不使用[注釈 10]
    - 「JR-SHR9-1」：安食駅2番線[13]
    - 「JR-SHR9-3」：新木駅下り[12]

- ご当地メロディ（編曲）
  - 「Vamos Ardija」：大宮駅2番線[16]
  - 「Keep On Rising」：浦和駅1番線[16]
  - 「めだかの学校」：三鷹駅[17]
  - 「熱き星たちよ」：関内駅[18]
  - 「八木節」：桐生駅[19]
  - 「夢伝説」：行田駅[20]
  - 「チューリップ」：前橋駅[21]
  - 「夏は来ぬ」：上越妙高駅[22]
  - 「線路は続くよどこまでも」：桜木町駅[23]（現在不使用）
  - 「朧月夜」：二宮駅[24]
  - 「ぼくドラえもん」：登戸駅1番線[25]（現在不使用）
  - 「きてよパーマン」：登戸駅2番線[25]（現在不使用）
  - 「ドラえもんのうた」：登戸駅3番線[25]（現在不使用）
  - 「すいみん不足」：宿河原駅1番線[25]（現在不使用）
  - 「夢をかなえてドラえもん」：宿河原駅2番線[25]（現在不使用）
  - 「浜辺の歌」：辻堂駅[26]
  - 「藤沢市歌」：藤沢駅3・4番線[27]

#### 東京地下鉄
- 銀座線[28][29]
  - 「永遠に続く道」：表参道駅4番線
  - 「Ready To Go」：外苑前駅2番線
  - 「いつかきっと」：青山一丁目駅1番線
  - 「星を探して」：赤坂見附駅1番線
  - 「シトラスの香り」：虎ノ門駅1番線
  - 「スタートライン」：新橋駅1番線
  - 「お江戸日本橋 verD」：日本橋駅2番線（編曲）
  - 「お江戸日本橋 verB」：三越前駅2番線（編曲）
  - 「さくら（独唱）」：上野駅（編曲）
  - 「花 verA」：浅草駅1番線（編曲）
  - 「水の都」：A線（渋谷方面）車載メロディ
  - 「小鳥のワルツ」：B線（浅草方面）車載メロディ
- 丸ノ内線[30]
  - 「星の贈り物」：荻窪駅1番線
  - 「羽根をひろげて」：東高円寺駅1番線
  - 「ラッキーボーイ」：中野坂上駅2番線（3番線側）
  - 「角を曲がれば」：中野坂上駅3番線
  - 「ラッキーカード」：西新宿駅1番線
  - 「ミツバチの兄弟」：新宿駅1番線
  - 「レインシャワー」：赤坂見附駅4番線
  - 「ランダムショット」：国会議事堂前駅1番線
  - 「小鳥の行進」：銀座駅4番線
  - 「マウンテン」：後楽園駅1番線
  - 「フランソワ」：池袋駅1番線
  - 「スペシャルゲスト」：方南町駅1番線[注釈 11]
  - 「落ち葉の舗道」：中野新橋駅1番線
  - 「ロッキン・メトロ」：中野新橋駅2番線
- 日比谷線[31][32]
  - 「昼下がりのテラス」：広尾駅1番線
  - 「明日への序章」：霞ケ関駅3番線
  - 「銀座の恋の物語」：銀座駅（編曲、現在不使用）
  - 「オールマイティー」：築地駅1番線
  - 「黄金虫のワルツ」：八丁堀駅1番線
  - 「スピネル」：茅場町駅1番線
  - 「いつもの店で」：小伝馬町駅1番線
  - 「恋するフォーチュンクッキー」：秋葉原駅（編曲）
- 東西線[33]
  - 「アゲハ蝶のワルツ」：B線（中野方面）車載メロディ
- 千代田線[34][35]
  - 「月夜のカーニバル」：明治神宮前駅1番線
  - 「カトレアの花束」：明治神宮前駅2番線
  - 「三つの願い」：表参道駅2番線
  - 「きっと、また会える」：赤坂駅2番線
  - 「希望を乗せて」：国会議事堂前駅3番線
  - 「ショウが始まるよ」：日比谷駅3番線
  - 「橋を渡れば」：二重橋前駅1番線
  - 「あなたと一緒なら」：大手町駅6番線
  - 「すばらしき出会い」：新御茶ノ水駅2番線
  - 「気分はスイング」：町屋駅1番線
  - 「雨が上がったよ」：綾瀬駅3番線
  - 「すべてここから始まった」：A線（代々木上原方面）車載メロディ
  - 「Go Forward」：支線A線（綾瀬方面）車載メロディ[注釈 12]
- 有楽町線
  - 「はらり」：地下鉄成増駅2番線
  - 「始まるよ」：地下鉄赤塚駅2番線
  - 「輪になって」：平和台駅1番線
  - 「こおろぎ」：平和台駅2番線
  - 「オーバーフロー」：小竹向原駅1番線
  - 「キャロット」：小竹向原駅3番線
  - 「OK!」：池袋駅4番線
  - 「時のスパイラル」：東池袋駅2番線
  - 「かざぐるま」：護国寺駅2番線
  - 「星の舞踏会」：江戸川橋駅1番線
  - 「星のゆくえ」：飯田橋駅4番線
  - 「一緒に」：有楽町駅1番線
  - 「アンブレラ・ワルツ」：有楽町駅2番線
  - 「花時計」：銀座一丁目駅1番線
  - 「Rolling」：銀座一丁目駅2番線
  - 「雨が上がれば」：新富町駅1番線
  - 「たんとんとん」：豊洲駅1番線
  - 「明日はきっと」：新木場駅2番線
- 半蔵門線[36][37]
  - 「朝陽のシャワー」：青山一丁目駅4番線
  - 「今日もどこかで」：永田町駅3番線
  - 「手を取って」：九段下駅4番線
  - 「お江戸日本橋 verF」：三越前駅3番線（編曲）
  - 「新しい仲間」：A線（押上方面）車載メロディ
  - 「晴れ晴れと」：B線（渋谷方面）車載メロディ
- 南北線[38]
  - 「明日への階段」：永田町駅5番線
  - 「希望の夜明け」：永田町駅6番線
  - 「午後のひととき」：四ツ谷駅3番線
  - 「ソフィアの鐘の音」：四ツ谷駅4番線
  - 「明るい水辺」：市ケ谷駅3番線
  - 「坂のある街」：飯田橋駅5番線
  - 「花咲く学び舎」：東大前駅1番線
  - 「銀杏の並木道」：東大前駅2番線
  - 「Next Step」：本駒込駅1番線
  - 「屋敷のある街」：本駒込駅2番線
  - 「ツツジ、咲く」：駒込駅2番線
- 副都心線（地下鉄成増駅 - 小竹向原駅間は有楽町線と同じメロディを使用）
  - 「オン・ザ・コーナー」：千川駅3番線
  - 「TOKYO CITY」：池袋駅5番線
  - 「クリストフ」：西早稲田駅1番線
  - 「不思議のワルツ」：新宿三丁目駅3番線
  - 「てんとう虫のステップ」：明治神宮前駅3番線
  - 「おとぎのワルツ」：渋谷駅4番線、5番線

#### 京浜急行電鉄
- 列車接近メロディ（編曲）

※曲目は発車メロディ#京浜急行電鉄を参照。

#### 山陽電気鉄道
- 「大切なもの」：停車列車接近メロディ
- 「花氷」：停車列車入線メロディ
- 「Good News」：通過列車接近メロディ
- 「舞い上がれ」：列車通過警告メロディ
- 「しあわせ列車」：主要駅発車メロディ
- 「プリンセスサンバ」[注釈 13]：山陽姫路駅発車メロディ

#### 横浜市営地下鉄
- 「熱き星たちよ」：関内駅[注釈 14]（現在不使用）
- 「今日もゴキゲン」：ブルーライン 列車通過警告メロディ（湘南台方面）
- 「スズラン」：ブルーライン 列車通過警告メロディ（あざみ野方面）

#### 横浜高速鉄道
- 「熱き星たちよ」：日本大通り駅[注釈 14]（現在不使用）